# Ампициллин
Ампициллин (Ampicillinum) — полусинтетический антибиотик, используемый для лечения различных инфекционных заболеваний дыхательных путей (пневмония, бронхопневмония, ангина), мочевыводящих путей, печени и желудочно-кишечного тракта. Впервые был введён в использование в 1961 году британской компанией Beecham.
Мелкокристаллический порошок белого цвета, горький на вкус; устойчив в кислой среде. Мало растворим в воде, практически нерастворим в спирте.
Получают путём ацилирования 6-аминопенициллановой кислоты остатком аминофенилуксусной кислоты.
По механизму действия аналогичен пенициллину — необратимый ингибитор транспептидазы, участвующей в синтезе пептидогликана клеточной стенки.
Препарат не разрушается в кислой среде желудка, хорошо всасывается при приёме внутрь. Активен в отношении грамположительных микроорганизмов, на которые действует бензилпенициллин. Кроме того, он действует на ряд грамотрицательных микроорганизмов (сальмонеллы, шигеллы, протей, кишечная палочка, клебсиелла пневмонии (палочка Фридлендера), палочка Пфейффера (палочка инфлюэнцы)) и поэтому рассматривается как антибиотик широкого спектра действия и применяется при заболеваниях, вызванных смешанной инфекцией.
На пенициллиназообразующие стафилококки, устойчивые к бензилпенициллину, ампициллин не действует, так как разрушается пенициллиназой.
Ампициллин усиливает действие пероральных антикоагулянтов.
Противопоказан при повышенной чувствительности к пенициллину.

## История
Ампициллин широко применяется в лечении бактериальных инфекций с 1961 года. До внедрения ампициллина британской компанией Beecham терапия пенициллином была эффективной только против грамположительных микроорганизмов, таких как стафилококки и стрептококки. Ампициллин (первоначально под маркой Пенбритин) также продемонстрировал активность против грамотрицательных организмов, таких как гемофильная палочка, кишечная палочка и протей.